# Ożanka górska
Ożanka górska (Teucrium montanum  L.) – gatunek rośliny z rodziny jasnotowatych. 

## Zasięg występowania
Występuje w środkowej i południowej Europie, w Algierii oraz Turcji. W Polsce w Tatrach i Pieninach.

## Morfologia

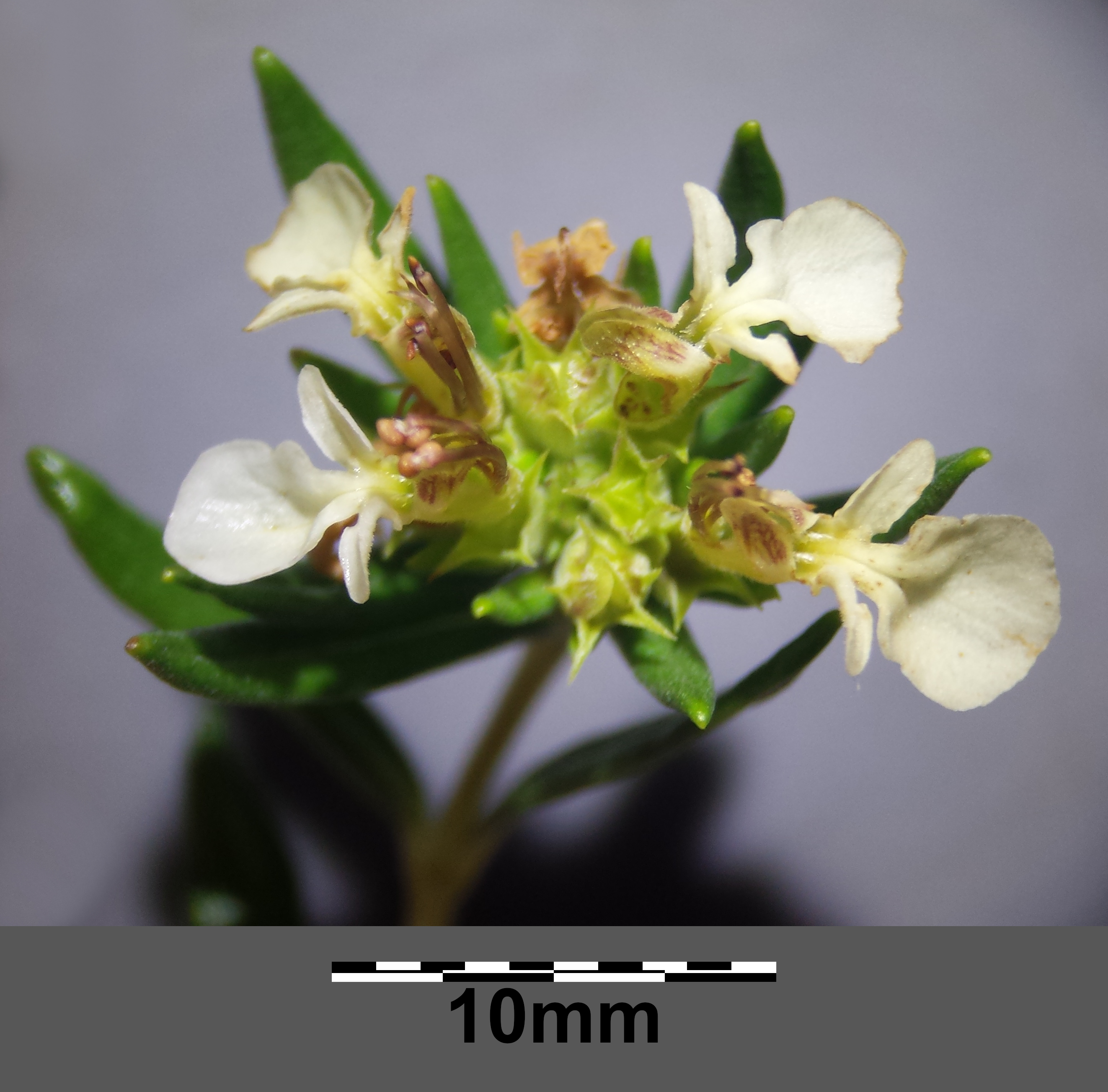
Kwiaty

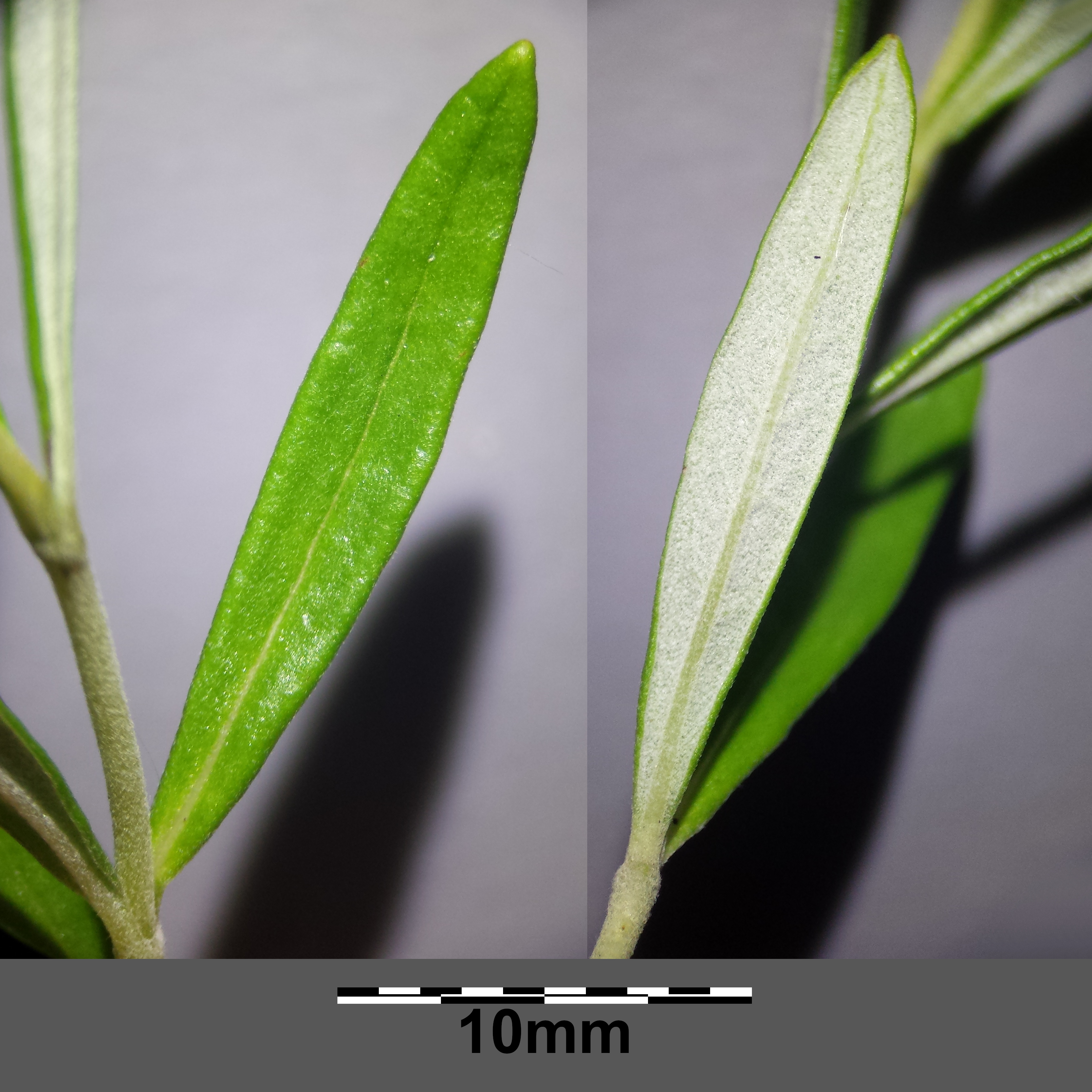
Liść z góry i z dołu

PokrójRoślina wieloletnia, rozesłana, przy podporach od 5 do 30 cm wysokości.
ŁodygaRozesłana płasko na ziemi, silnie rozgałęziona.
LiścieZimozielone, skórzaste, lancetowate o długości 0,5 do 2 cm. Od spodu biało filcowato owłosione.
KwiatyŻółtawobiałe, skupione w gęstych, główkowatych podbaldachach.

## Biologia i ekologia
Bylina, hemikryptofit. W Polsce kwitnie od czerwca do sierpnia. Rośnie na suchych murawach, skałach, suchych zboczach, na glebach kamienistych do wysokości 1800 m n.p.m. W klasyfikacji zbiorowisk roślinnych gatunek charakterystyczny dla Cl. Festuco-Brometea.